# Посёлок кирпичного завода (Москва)
Посёлок кирпичного завода — посёлок в Новомосковском административном округе Москвы  (до 1 июля 2012 года был в составе Наро-Фоминского района Московской области). Входит в состав поселения Марушкинское.

## Население
| 2002 | 2010 |
| ---- | ---- |
| 7    | ↗12  |

Согласно Всероссийской переписи, в 2002 году в посёлке проживало 7 человек (3 мужчины и 4 женщины). По данным на 2005 год, в посёлке проживало 12 человек.

## Расположение
Посёлок Кирпичного завода находится у Боровского шоссе примерно в 8 км к западу от центра города Московский. Ближайший населённый пункт — деревня Марушкино. Восточнее посёлка находится аэропорт Внуково.